# Mittelurbach
Mittelurbach ist ein Ortsteil von  Bad Waldsee.

## Name
Der heutige Name Mittelurbach entwickelte sich aus der älteren Form "Urbach", dem lokalen Namen für den Oberlauf der Steinach. Das althochdeutsche Wort "ūr" bedeutet Auerwild und deutet auf das historische Vorkommen dieser Tiere in der Region hin. Der Namensbestandteil "-bach" verweist auf die Lage des Ortes am Urbach. Zur Unterscheidung von Oberurbach und Unterurbach, die ebenfalls entlang des Urbachtals liegen, wurde das Präfix "Mittel-" hinzugefügt.

## Ortsteile
Mittelurbach besteht aus den Ortsteilen Mennisweiler, Neuurbach, Oberurbach, Seeden, Unterurbach, Volkertshaus, Vorderurbach und Wolpertsheim.

## Verkehrsanbindung
Mittelurbach ist durch mehrere Straßen an das regionale Verkehrsnetz angebunden. Die Waldseer Straße führt direkt nach Bad Waldsee in das Kurgebiet und die Innenstadt. Über die Landesstraße L 316 erreicht man den Frauenberg von Bad Waldsee. In südlicher Richtung verbindet die L 316 Mittelurbach mit Roßberg. Die Burgstockstraße stellt eine Verbindung nach Hittisweiler und in die Gemarkung Haisterkirch her. Verlässt man Mittelurbach südlich über die Urbachstraße, gelangt man zur Landesstraße L 316 bei Volkertshaus.

### Radverkehr
Radverkehr Ein Fahrradweg entlang der Waldseer Straße führt direkt nach Bad Waldsee und endet dort im Kurgebiet. Des Weiteren existiert ein separater Fahrradweg entlang der L 316 in Richtung Bad Waldsee-Döchtbühl.
Mittelurbach ist derzeit nicht an das landesweite Radnetz Baden-Württemberg (Radnetz BW) angebunden.

## Öffentliche Einrichtungen

### Kindergarten St. Michael
Der Kindergarten St. Michael in Mittelurbach verfügt über zwei Gruppen, die Schmetterlinggruppe und die Käfergruppe, und betreut insgesamt 40 Kinder ab dem Alter von zwei Jahren. Das Raumangebot umfasst eine großzügige Eingangshalle, die auch als Sport- und Bewegungsbereich dient, sowie einen separaten Ruhebereich mit einer eigenen kleinen Bücherei. Für kreative Aktivitäten steht eine Werkstatt zur Verfügung, und ein Bällebad ergänzt das Angebot. Im Außenbereich des Kindergartens befinden sich ein Weidenhaus und eine Grillstelle mit Sitzgelegenheiten.

### Einrichtungen der Ortschaftsverwaltung
Die Ortschaft Mittelurbach verfügt über ein Rathaus Mittelurbach und ein Dorfgemeinschaftshaus.

### Freizeiteinrichtungen
Die Ortschaft Mittelurbach verfügt über einen Kinderspielplatz im Kornblumenweg sowie einen weiteren Kinderspielplatz und einen Bolzplatz in der Burgstockstraße.

## Sehenswürdigkeiten
- Burgrest Neuwaldsee
- St.-Sebastian Kapelle

## Trivia
Der Fahrradweg entlang der L 316 nach Bad Waldsee ist anfällig für Überflutungen bei starken Regenereignissen. Eine ursprünglich als Notlösung gedachte geschotterte Ausweichstrecke an der Böschung der L 316 hat sich als dauerhafte Maßnahme etabliert, um die Befahrbarkeit auch bei Regen zu gewährleisten.